# 젤코 칼라치
젤코 칼라치(1972년 12월 16일 ~ )는 오스트레일리아의 전 축구 선수이다. 현역 시절 포지션은 골키퍼였다.